# Alexej Leonťjev
Alexej Nikolajevič Leonťjev, rusky Алексе́й Никола́евич Лео́нтьев (18. února 1903, Moskva – 21. ledna 1979, Moskva) byl sovětský psycholog ruské národnosti. Představitel vývojové psychologie. Žák Lva Vygotského, jehož kulturně-historickou psychologii pozvolna opouštěl ve prospěch osobité "teorie aktivity", která se, po Leonťjevově příchodu na katedru psychologie Lomonosovovy univerzity (od roku 1966 rektorem nově vzniklé Fakulty psychologie), stala nejvlivnějším směrem v sovětské psychologii. Teorie aktivity je založena na tom, že každá lidská činnost se hodnotí na třech úrovních, které jsou podle Leonťjeva u jiných psychologických škol směšovány (1. činnost a její motivy, 2. akce a cíle, 3. operace a jejich prostředky).

### České překlady
- Rozumový vývoj dítěte, Praha, Dědictví Komenského 1951.
- Reforma školy a úkoly psychologie, Praha, Výzkumný ústav pedagogický 1959
- Problémy psychického vývoje, Praha, Státní pedagogické nakladatelství 1966.
- Činnost, vědomí, osobnost, Praha, Svboboda 1978.
- Myšlenkové procesy při osvojování cizích jazyků: řízení procesu osvojování cizího jazyka (výběr ze statí), České Budějovice, Krajský pedagogický ústav 1981